# Есфанд
Есфанд (на персийски: اسفند) е 12-ият месец на годината според иранския календар. Той е третият месец на зимата и се състои от 29 или 30 дни. Спрямо Григорианския календар месец есфанд е между 20 февруари и 20 март.

## Етимология
Месеците на иранския календар носят имената на зороастрийските божества. Есфанд произлиза от Спендармад, средноперсийската версия на авестийското име на Спента Армаити, едно от божествата Амеша Спента.

## Официални празници
- 29 есфанд – Национализация на петролната индустрия на Иран.

## Събития и чествания
- 5 есфанд – Ден на Мохамед Насреддин Туси (на персийски: محمد بن محمد بن الحسن الطوسی), средновековен персийски учен.

- 5 есфанд – Празник Есфандеган (на персийски: اسفندگان), празник на името Есфанд и ден на Земята и Жената.

- 29 есфанд – Рожден ден на Зороастър.